# Mazurki op. 59 (Chopin)
Mazurki op. 59 – cykl trzech miniaturowych utworów muzycznych określonych jako (mazurki), polskiego kompozytora Fryderyka Chopina skomponowanych w 1845 roku, których trzynastostronicowy pierwodruk ukazał się 22 kwietnia 1845 roku, w angielskim wydawnictwie „Wessel & Co.” w Londynie pod numerem 6315. Pierwszego w historii studyjnego kompletu nagrań mazurków Fryderyka Chopina, a w szczególności tego cyklu dokonał w latach (1938–1939) wybitny polski pianista i wirtuoz Artur Rubinstein.

## Mazurek a-moll op. 59 nr 1
Mazurek Chopina, w tonacji a-moll, napisany w 1845 roku. Rozpisany w 130 taktach, w metrum 3/4, w tempie wł. Moderato (pol. umiarkowanie). Rękopis łączny mazurków op. 59 nr 1 i nr 2, o wymiarach (21,8 × 28,6) cm zamieszczony na sześciu stronach znajduje się (2019 rok) w Stanach Zjednoczonych, w zbiorach prywatnych.   
Początkowy mazurek kompozycji opusu 59, chromatyczny, ciepły i bogaty w melodyjne i kontrapunktyczne fragmenty, rozpoczyna się tematem inicjalnym, który w tym utworze powraca, jako stały punkt odniesienia. Temat ten ściszony, brzmiący jak głos z oddali, w miarę upływu utworu ożywia się i wyrywa ku górze, by wreszcie w jej frazie końcowej opadając o ton niżej wrócić w ciszę na kształt echa.

## Mazurek As-dur op. 59 nr 2

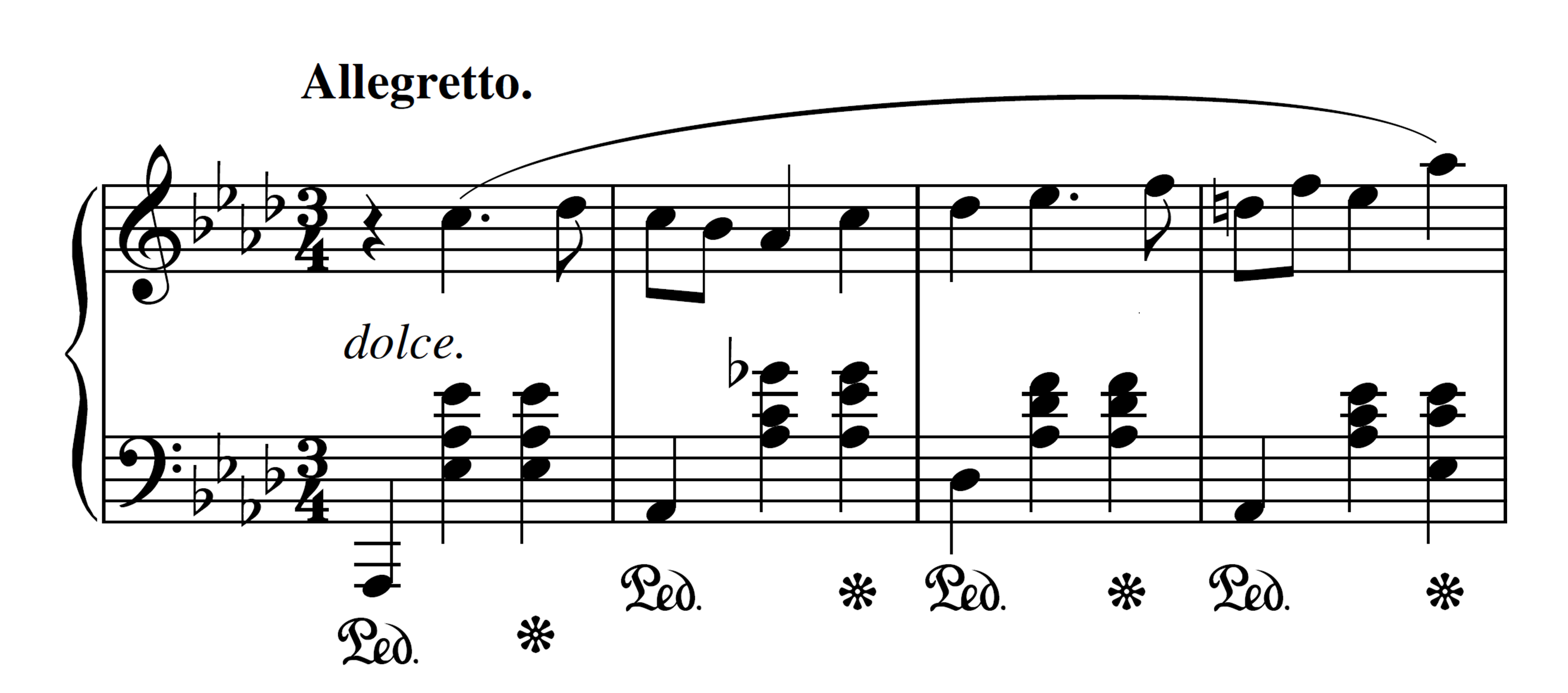
Cztery pierwsze takty notacji Mazurka As-dur op. 59 nr 2

Mazurek Chopina, w tonacji As-dur, napisany w 1845 roku. Rozpisany w 111 taktach, w metrum 3/4, w tempie wł. Allegretto (pol. ruchliwie).
Drugi mazurek w kompozycji op. 59, opatrzony numerem 2 jest najkrótszy w całym cyklu. Charakteryzuje się budową o dwu skontrastowanych ze sobą tematach, poprzez użycie synkop i odpowiednich rytmów, udźwięcznionych przez seksty i tercje. Utwór kończy się wznoszącą, krętą linią liryczną, która wydaje się znikać w „chmurach”.

## Mazurek fis-moll op. 59 nr 3

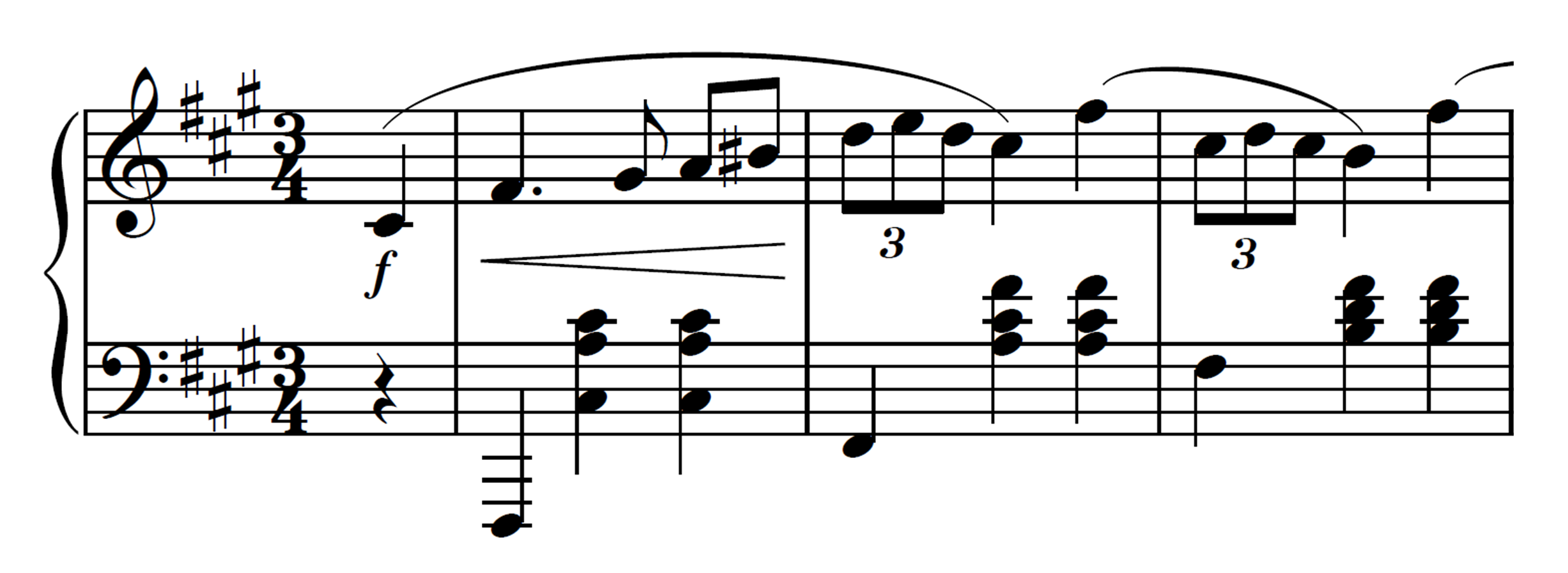
Cztery pierwsze takty notacji Mazurka fis-moll op. 59 nr 3

Mazurek Chopina, w tonacji fis-moll, napisany w 1845 roku. Rozpisany w 154 taktach, w metrum 3/4, w tempie wł. Vivace (pol. żwawo). Rękopis mazurka op. 59 nr 3, o wymiarach (21,9 × 28,0) cm zamieszczony na trzech stronach znajduje się (2019 rok) w Bibliotece Brytyjskiej (ang. British Library) w Londynie.  
Ostatni w zbiorze op. 59, mazurek już od pierwszych taktów jest porywający i taneczny, poprzez rozmach, werwę i żywiołowość, które są przeplatane – chwilami – muzyką stonowaną, czułą, subtelną i delikatną, by wywołać u słuchacza zamyślenie i refleksję. W utworze tym Chopin operuje różnymi elementami kontrapunkcji, obejmując interesujące akordy chromatyczne, wydobywając niejako ekspresyjną melodię „śpiewu”.